# Tschima da Flix
Tschima da Flix je hora o nadmořské výšce 3301 m ležící východně od obce Sur v kantonu Graubünden ve Švýcarsku. Jelikož je poměrně snadno dostupná a nabízí uspokojivé sjezdy, je oblíbená mezi skialpinisty.

## Poloha a okolí
Tschima da Flix patří do horské skupiny Calderas v regionu Err, který zase patří do Albulských Alp. Přes vrchol vede hranice mezi obcemi Surses a Bever. Tschima da Flix hraničí na východě s údolím Val Bever a na západě s údolím Oberhalbstein.
Mezi sousední vrcholy patří Piz Calderas na severu, Piz Picuogl na západě, Piz Surgonda a Piz d'Agnel na jihu a Piz Cucarnegl na severozápadě.
Na severním úbočí Tschima da Flix se nachází ledovec Vadret Calderas a v údolí se nachází města Sur a Bever. Častými výchozími body jsou horská chata Jenatsch, průsmyk Julier a Alp Flix.

## Původ jména
Tschima nebo Tschema znamená vrchol hory nebo stromu a pochází z řeckého slova cyma pro výhonek, vrchol, vrchol. Slovo Flix pravděpodobně pochází z latinského fluxus, což znamená proudící.  

## Trasy na vrchol

### Letní trasy
- Nad ledovcem Vadret – výchozím bodem je horská chata Jenatschhütte (2652 m), dále lehkým terénem pro chůzi (škrapy, jednoduchý balvanitý hřeben) a přes lehké firnové svahy a ledovec s téměř žádnými trhlinami. Délka trasy 2 hodiny.
- Přes jižní hřeben – výchozí body jsou Jenatschhütte (2652 m), Alp Flix (Salategnas, 1976 m) nebo Julierpass (2284 m). Trasa vede lehkým terénem pro chůzi (škrapy, jednoduchý balvanitý hřeben) a přes lehké firnové svahy, až k Fuorcla da Flix značená jako turistická trasa bílo-červeno-bílá. Délka trasy: 2¼ hodiny od chaty Jenatschhütte, 3¾ hodiny od Alp Flix nebo 4½ hodiny od Julierpass.
- Západní stěnou – výchozím bodem je Alp Flix (Tigias, 1975 m). Trasa vede většinou stále pěším terénem, nutná zvýšená jistota, lezecké pasáže jsou přehledné a bezproblémové. Většinou méně strmé svahy, krátké strmější pasáže, málo trhlin. Délka trasy  4 hodiny.

### Zimní trasy
- Nad ledovcem Vadret – výchozím bodem je horská chata Jenatsch (2652 m). Trasa s kratšími skluzy, mírně skloněné, převážně otevřené svahy s krátkými strmými stupni. Překážky s možností vyhýbání se (nutné klopené zatáčky). Potřebný čas: 2 hodiny
- Přes Fuorcla da Flix – výchozím bodem je horská chata Jenatschhütte (2652 m) nebo Julierpass (2284 m), dále přes (Fuorcla d'Agnel) na Fuorcla da Flix. Trasa s kratšími skluzy, mírně skloněné, převážně otevřené svahy s krátkými strmými stupni. Překážky s možností vyhýbání se (nutné klopené zatáčky). Potřebný čas: 2 hodiny od Jenatschhütte, 3¾ hodiny od Julierpass.
- Sestup do Bivia nebo Marmorery – cílová stanice: Bivio (1769 m) nebo Marmorera (1708 m) přes Fuorcla da Flix, Val da Natons. Trasa obsahuje delší kluzké cesty s možností brzdění (riziko zranění) a krátké strmé úseky bez možnosti vyhnutí, překážky ve středně strmém terénu vyžadují dobrou reakci (nutné bezpečné zatáčky).
- Sestup do Sur přes Fuorcla da Flix – cílová destinace: Sur (1617 m) přes Fuorcla da Flix, Val Savriez, Saltegnas (Alp Flix), Tigias (Alp Flix). Trasa obsahuje delší kluzké cesty s možností brzdění (riziko zranění) Krátké strmé schody bez možnosti vyhnutí, překážky ve středně strmém terénu vyžadují dobrou reakci (nutné bezpečné zatáčky).
- Sestup do Sur přes ledovec Vadret Calderas s cílovou destinací Sur (1617 m). Trasa obsahuje delší kluzké cesty s možností brzdění (riziko zranění) a krátké strmé úseky bez možnosti vyhnutí, překážky ve středně strmém terénu vyžadují dobrou reakci (nutné bezpečné zatáčky). Žleb je na vrcholu strmý až 40°.

## Galerie

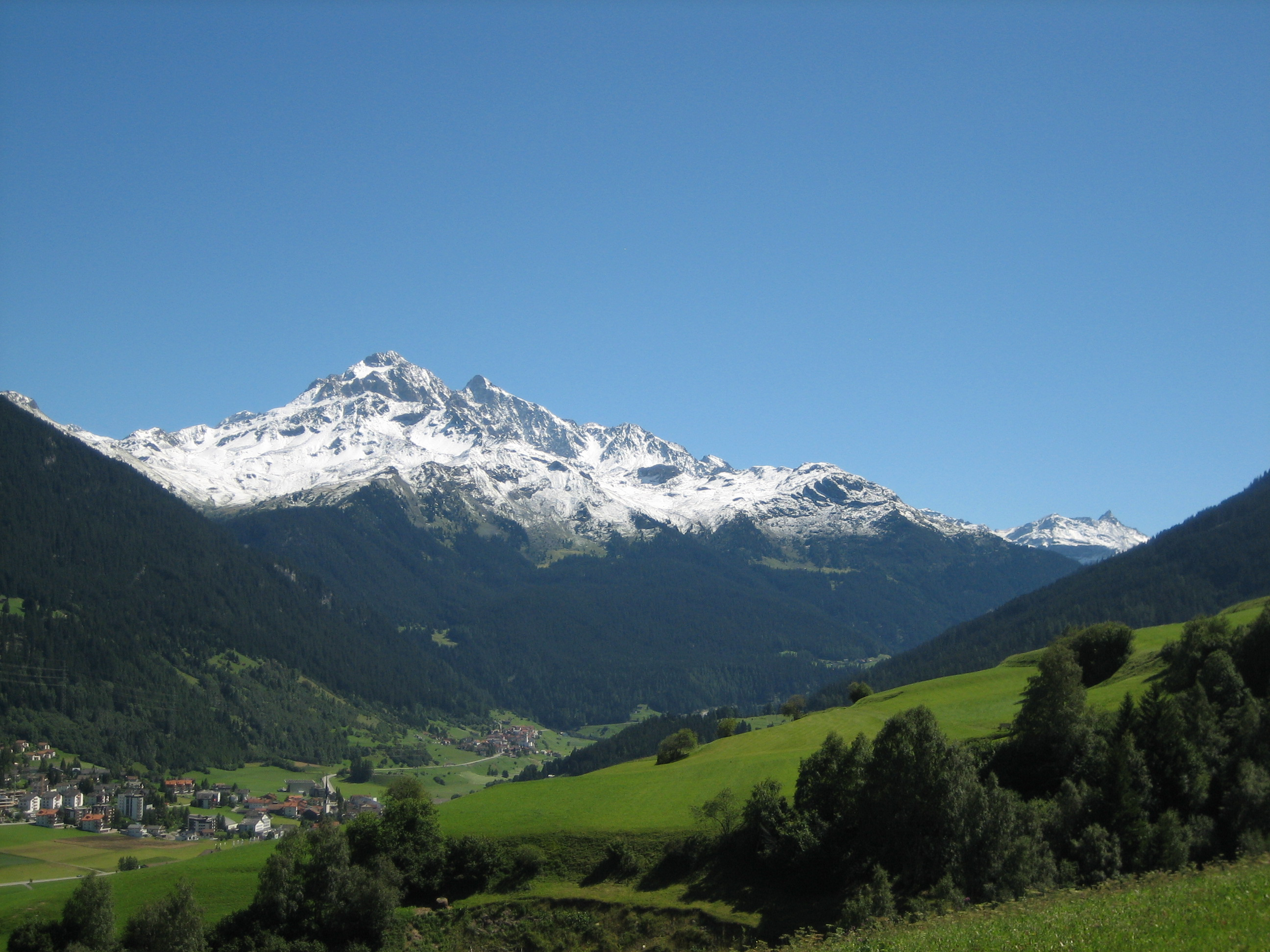
region Err, pohled z Riom-Parsonz.
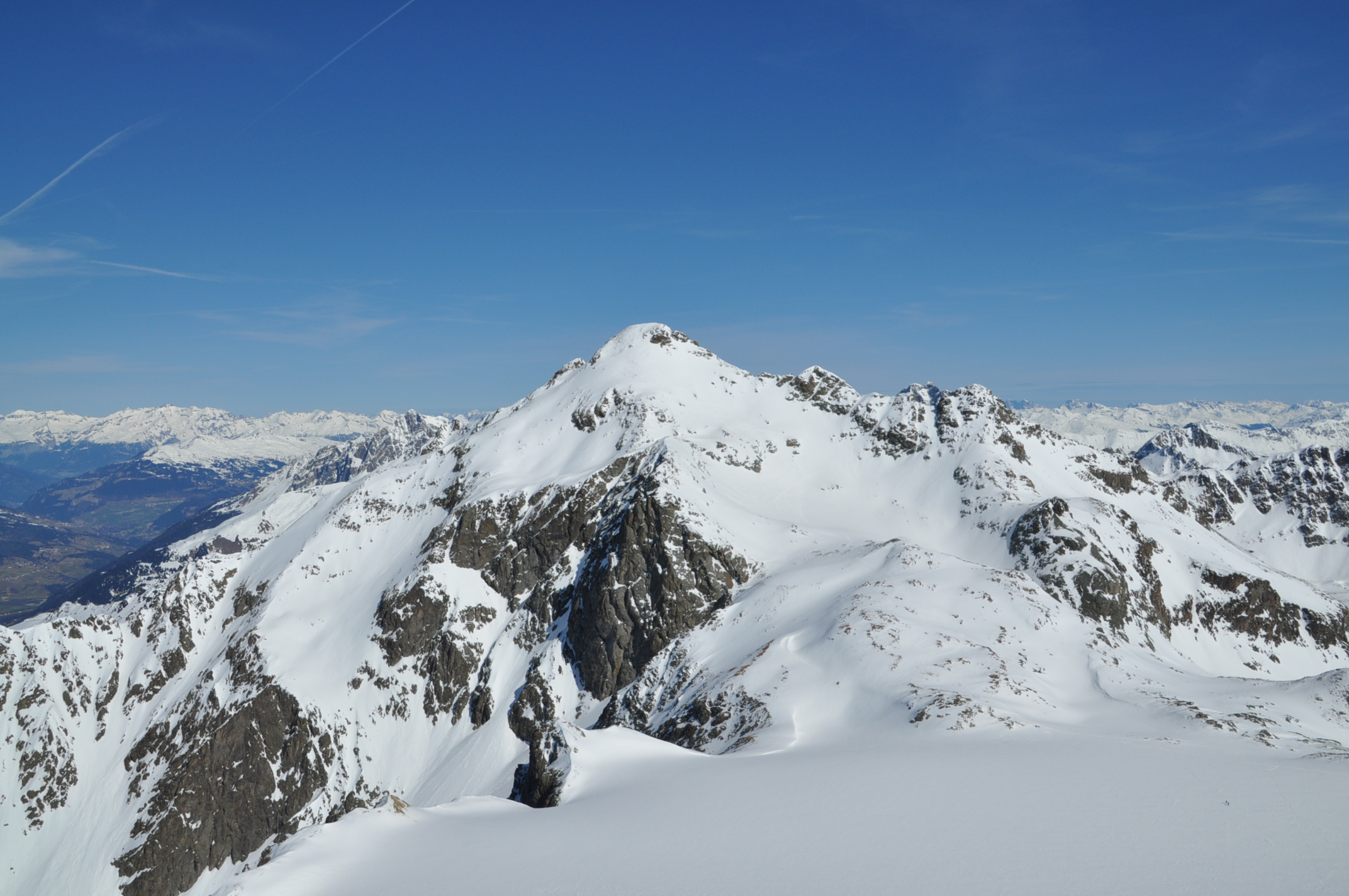
pohled na Piz Calderas.
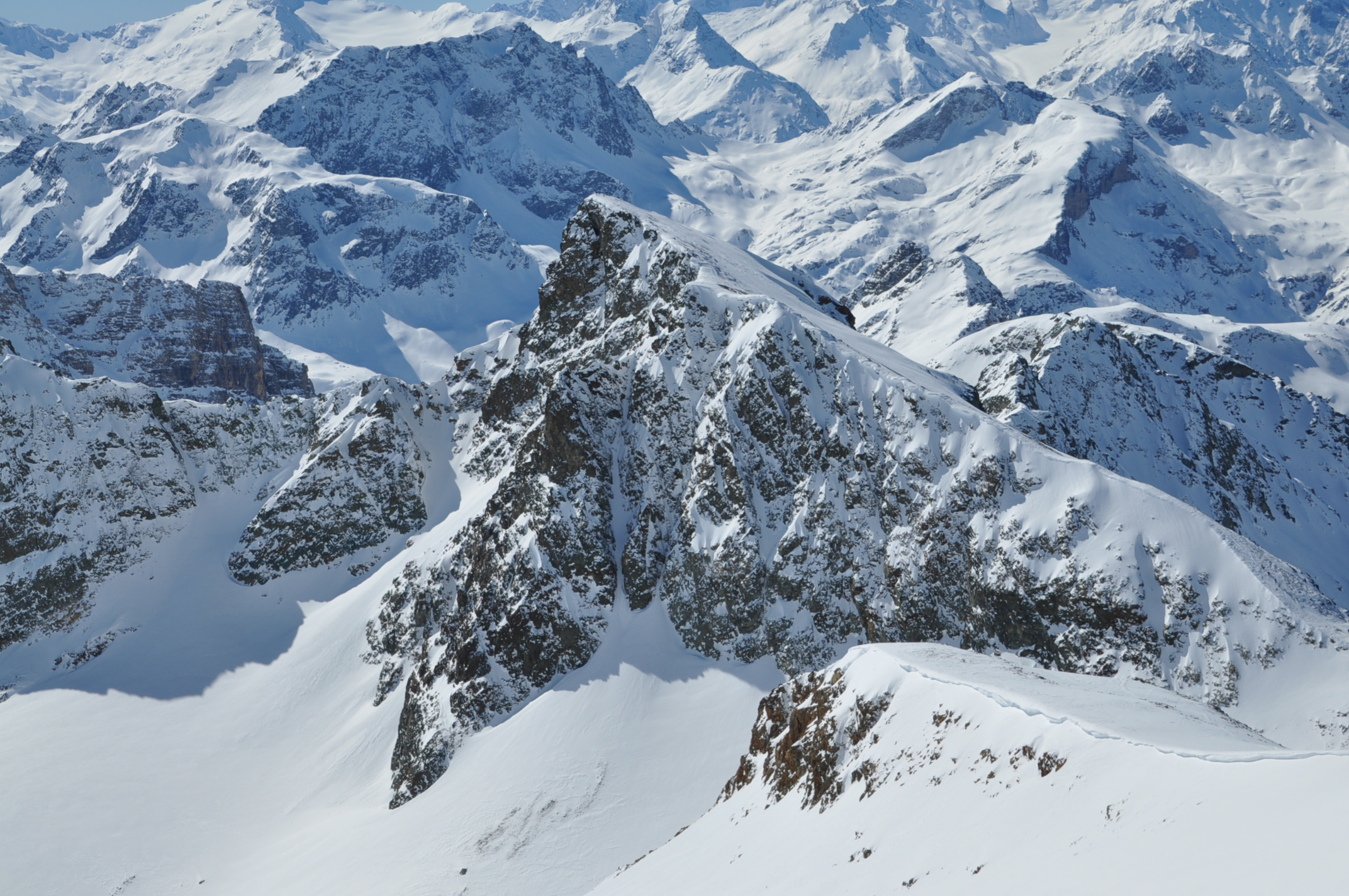
pohled na Piz d’Agnel.
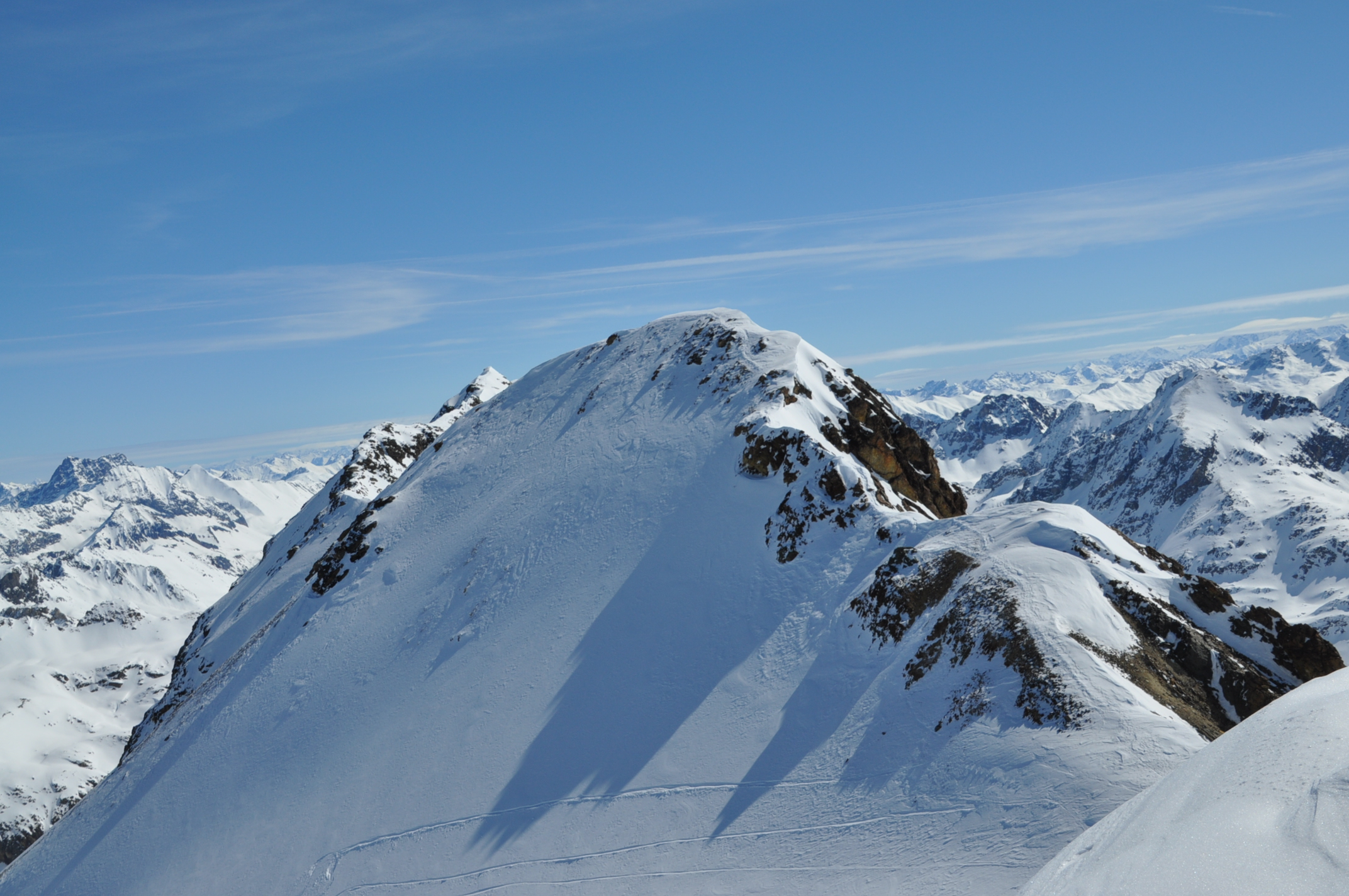
pohled na Piz Picuogl.
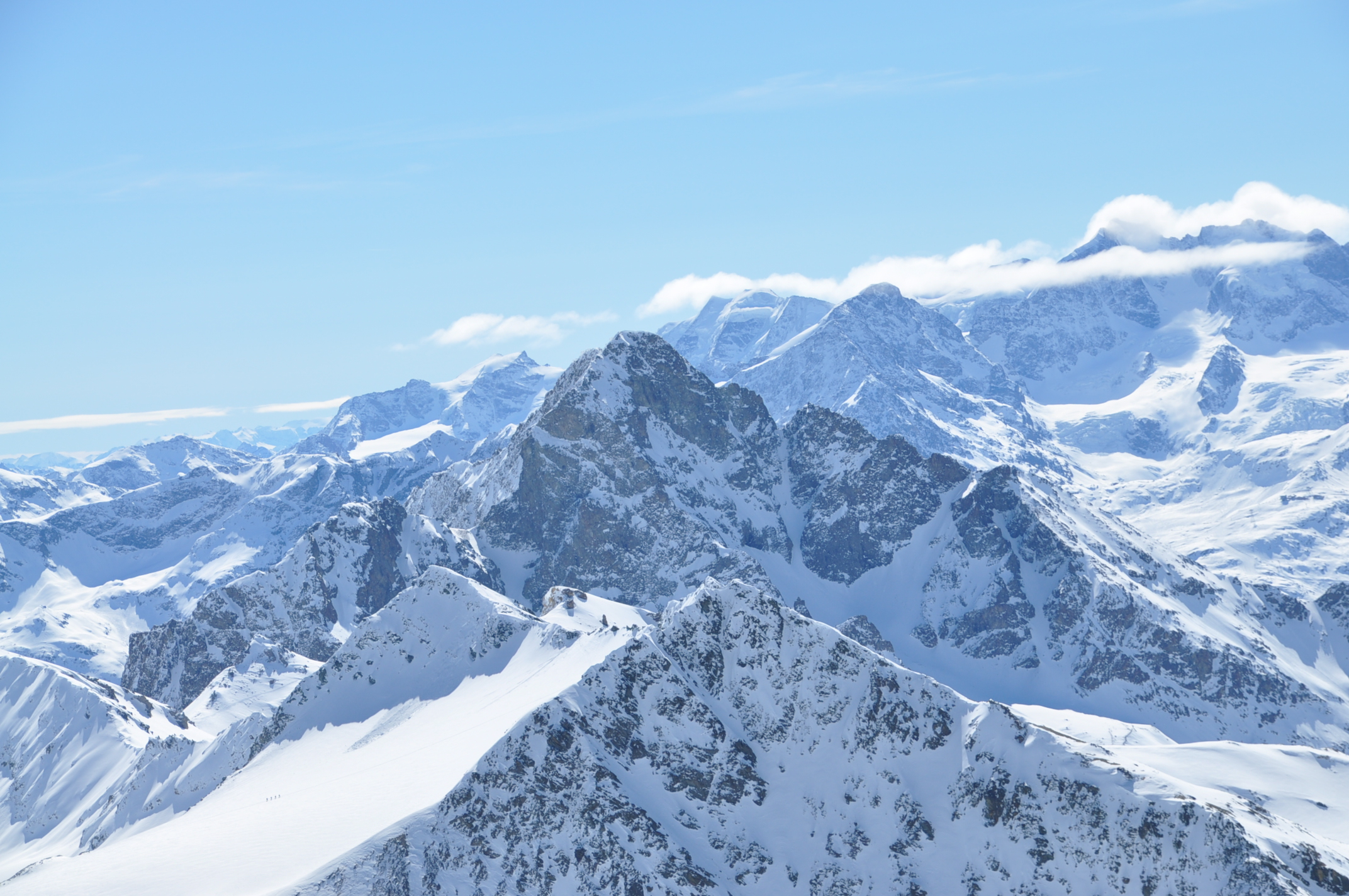
pohled na Piz Surgonda, Piz Güglia a horskou skupinu Bernina